# Babakin (cráter marciano)
Babakin es un cráter de impacto situado en el cuadrángulo Thaumasia de Marte, en las inmediaciones del Bosporos Planum. Sus coordenadas son 36° sur de latitud y 288.56°E de longitud. Tiene 76,6 km de diámetro y recibió su nombre en honor de Gueorgui Babakin en 1985.